# Peperomia fuscipunctata
Peperomia fuscipunctata är en pepparväxtart som beskrevs av Truman George Yuncker. Peperomia fuscipunctata ingår i släktet peperomior, och familjen pepparväxter. Inga underarter finns listade i Catalogue of Life.